# Manel Martínez Martínez
Manel Martínez Martínez (Barcelona, 1941 - 9 de febrer de 2015) fou un líder del moviment associatiu veïnal de Catalunya.
Fill d'immigrants murcians arribats a Barcelona després de la guerra civil espanyola, durant el franquisme va participar de forma activa per aconseguir les llibertats nacionals i per instaurar la democràcia, i fou membre de l'Assemblea de Catalunya. La seva lluita pels drets sindicals i polítics li comportaren ser detingut i empresonat en diverses ocasions.
Durant el transcurs de la seva vida, ha destacat en la defensa dels interessos de les capes populars, liderant reivindicacions tan importants per Sant Martí de Provençals com la Plaça dels Porxos, l'eliminació del barraquisme, la consecució del Centre Cívic de Sant Martí, la Rambla Guipúscoa, el metro de la Línia 2, el cobriment de la Gran Via. Totes les seves actuacions han estat decisives per a la millora i renovació d'aquest barri, a nivell urbanístic, cultural i social.
Ha obtingut el Premi Sant Martí i la Medalla d'Honor de la Ciutat de Barcelona. El 2004 li fou atorgada la Creu de Sant Jordi. Va morir en 2015 a causa d'un càncer amb metàstasi.